# 백장 칸국
백장 칸국(白帳汗國, 몽골어: Цагаан орд)은 몽골 제국의 여러 칸국 중의 하나였다. 백장 칸국은 킵차크 칸국에 속하였다. 백장 칸국은 칭기스 칸 사후 몽골 제국의 분할 후 1226년 건국되었다.
첫 칸 오르다는 주치의 장남이었다. 백장 칸국의 수도는 발하시호에 있었으나 후에 카자흐스탄의 시르다리야강변의 시그나크로 옮겼다.

## 역대 칸
- 오르다 칸(1226년~1280년)
- 코추 (1280년~1302년)
- 부얀 (1302년~1309년)
- 사시부카 (1309년~1315년)
- 일바산 (1315년~1320년)
- 무바락 크와자(Mubarak Khwaja) (1320년~1344년)
- 침타이(Chimtay) (1344년~1374년)
- 우루스 (1374년~1376년)
- 테무르 말리크 (1377년)
- 토흐타미시 (1377년~1378년)

## 같이 보기
- 청장 칸국
- 킵차크 칸국
- 오르다 칸
- 몽골의 유럽 원정